# Mill Creek (Pennsilvània)
Mill Creek és una població dels Estats Units a l'estat de Pennsilvània. Segons el cens del 2000 tenia 351 habitants.

## Demografia
Segons el cens del 2000, Mill Creek tenia 351 habitants, 126 habitatges, i 98 famílies. La densitat de població era de 366,3 habitants/km².
Dels 126 habitatges en un 38,1% hi vivien nens de menys de 18 anys, en un 61,1% hi vivien parelles casades, en un 11,9% dones solteres, i en un 22,2% no eren unitats familiars. En el 17,5% dels habitatges hi vivien persones soles l'11,9% de les quals corresponia a persones de 65 anys o més que vivien soles. El nombre mitjà de persones vivint en cada habitatge era de 2,79 i el nombre mitjà de persones que vivien en cada família era de 3,09.
Per edats la població es repartia de la següent manera: un 30,2% tenia menys de 18 anys, un 6,8% entre 18 i 24, un 27,9% entre 25 i 44, un 19,1% de 45 a 60 i un 16% 65 anys o més.
L'edat mediana era de 32 anys. Per cada 100 dones de 18 o més anys hi havia 91,4 homes.
La renda mediana per habitatge era de 28.571 $ i la renda mediana per família de 30.833 $. Els homes tenien una renda mediana de 26.250 $ mentre que les dones 18.750 $. La renda per capita de la població era d'11.177 $. Entorn del 17,7% de les famílies i el 19,7% de la població estaven per davall del llindar de pobresa.

## Poblacions més properes
El següent diagrama mostra les poblacions més properes.